# Mary Moreau
Mary T. Moreau est une juge canadienne, née à Edmonton en Alberta, au Canada.
Après l'obtention de son baccalauréat en droit, elle devient avocate. En 1994, elle est nommée juge en Alberta. En 2023, elle est juge en chef de la Cour du banc du Roi de l'Alberta (en).

## Biographie
Mary T. Moreau naît au XXe siècle à Edmonton, Alberta, Canada. Elle obtient en 1979 un baccalauréat en droit de l'Université de l'Alberta, puis rejoint le barreau de l'Alberta (en) en 1980. Par la suite, elle pratique en droit criminel, constitutionnel et civil à Edmonton. Elle travaille sur des dossiers touchant aux droits des minorités linguistiques et aux droits inscrits dans la Charte canadienne des droits et libertés.
En 1994, elle occupe pour la première fois un poste de juge.
En 2017, Mary T. Moreau devient la première femme à occuper le siège de juge en chef de la Cour du banc du Roi de l'Alberta. Elle siège également à la Cour suprême du Yukon et à la Cour suprême des Territoires du Nord-Ouest. En 2019, l'Université de l'Alberta lui décerne un doctorat honorifique. Pendant sa carrière comme avocate, elle plaide pour un accès égal à la justice pour les personnes anglophones et francophones.
Elle est cofondatrice de l'Association des juristes d'expression française de l'Alberta. 

### Cour suprême du Canada
Le 26 octobre 2023, à la suite de la démission d'un juge en juin 2023, il est annoncé qu'elle devrait occuper un siège à la Cour suprême du Canada. Lorsque sa nomination par Justin Trudeau sera effective, elle occupera l'un des deux sièges réservés à l'Ouest canadien. Cette nomination marquera deux étapes historiques : pour la première fois depuis la création de la Cour suprême du Canada, les femmes y seront majoritaires, et Moreau est la première francophone choisie dans l'Ouest canadien. 
À 67 ans, Moreau n'a que huit ans à servir avant d'atteindre la retraite obligatoire. Les choix du premier ministre étaient limités parce que, par convention, la nomination devait venir de l’Ouest, ou du Nord, pour remplacer le juge Russell Brown. Autre contrainte : Trudeau a imposé une exigence selon laquelle les candidats à la Cour suprême puissent entendre les causes en français et en anglais. 
Sa nomination est saluée par plusieurs intervenants et groupes, dont l'Association du Barreau canadien, la Fédération des communautés francophones et acadienne du Canada et l’Association canadienne-française de l’Alberta,.